# Montague (Texas)
Montague település az Amerikai Egyesült Államok Texas államában, Montague megyében, melynek megyeszékhelye is. Lakosainak száma 261 fő (2020. április 1.).

## Népesség
A település népességének változása:

| 2010 | 304 |
| 2020 | 261 |